# Aproximació eikonal
En física teòrica, l' aproximació eikonal (en grec εἰκών per a semblança, icona o imatge) és un mètode aproximat útil en equacions de dispersió d'ones, que es produeixen en òptica, sismologia, mecànica quàntica, electrodinàmica quàntica i expansió parcial de les ones.

## Descripció informal
El principal avantatge que ofereix l'aproximació eikonal és que les equacions es redueixen a una equació diferencial en una sola variable. Aquesta reducció en una única variable és el resultat de l'aproximació de la recta o l'aproximació eikonal, que ens permet triar la recta com a direcció especial.

## Relació amb l'aproximació WKB
Els primers passos implicats en l'aproximació eikonal en mecànica quàntica estan molt relacionats amb l'aproximació WKB per a ones unidimensionals. El mètode WKB, com l'aproximació eikonal, redueix les equacions a una equació diferencial en una sola variable. Però la dificultat de l'aproximació WKB és que aquesta variable es descriu per la trajectòria de la partícula que, en general, és complicada.

## Descripció formal
Fent ús de l'aproximació WKB podem escriure la funció d'ona del sistema dispers en termes d'acció S:
{\displaystyle \Psi =e^{iS/{\hbar }}}
Inserint la funció d'ona Ψ a l'equació de Schrödinger sense la presència de camp magnètic obtenim
{\displaystyle -{\frac {{\hbar }^{2}}{2m}}{\nabla }^{2}\Psi =(E-V)\Psi }
{\displaystyle -{\frac {{\hbar }^{2}}{2m}}{\nabla }^{2}{e^{iS/{\hbar }}}=(E-V)e^{iS/{\hbar }}}
{\displaystyle {\frac {1}{2m}}{(\nabla S)}^{2}-{\frac {i\hbar }{2m}}{\nabla }^{2}S=E-V}
Escrivim S com una sèrie de potències en ħ
{\displaystyle S=S_{0}+{\frac {\hbar }{i}}S_{1}+...}
Per a l'ordre zero:
{\displaystyle {\frac {1}{2m}}{(\nabla S_{0})}^{2}=E-V}
Si considerem el cas unidimensional aleshores {\displaystyle {\nabla }^{2}\rightarrow {\partial _{z}}^{2}}.
Obtenim una equació diferencial amb la condició de contorn :
{\displaystyle {\frac {S(z=z_{0})}{\hbar }}=kz_{0}}
per {\displaystyle V\rightarrow 0}, {\displaystyle z\rightarrow -\infty }.
{\displaystyle {\frac {d}{dz}}{\frac {S_{0}}{\hbar }}={\sqrt {k^{2}-2mV/{\hbar }^{2}}}}
{\displaystyle {\frac {S_{0}(z)}{\hbar }}=kz-{\frac {m}{{\hbar }^{2}k}}\int _{-\infty }^{z}{Vdz'}}